# Batalha de Pozoblanco
A Batalha Pozoblanco foi um confronto ocorrido durante a Guerra Civil Espanhola, que teve lugar na cidade de Pozoblanco, na província de Córdoba. A batalha durou de 6 de março a 16 de abril de 1937  terminando em uma vitória republicana, constituindo uma das batalhas mais importantes das frentes em Andaluzia e Córdoba.
Uma vez que isso aconteceu, na mesma época da famosa Batalha de Guadalajara, ela passou praticamente despercebida e não alcançou a importância que realmente teve.